# 타이드랜드
《타이드랜드》(Tideland)는 영국에서 제작된 테리 길리엄 감독의 2005년 드라마, 판타지 영화이다. Mitch Cullin의 동명의 소설 타이드랜드를 각색한 영화이다. 전 세계 초연은 2005년 토론토 국제 영화제에서 이루어졌다. 조델 퍼랜드 등이 주연으로 출연하였고 가브리엘라 마르티넬리 등이 제작에 참여하였다.

## 출연

### 주연
- 조델 퍼랜드

### 조연
- 엘든 아데어
- 웬디 앤더슨
- 제프 브리지스
- 샐리 크룩스
- 브렌단 플레처
- 해리 길리엄
- 에이미 마티시오
- 자넷 맥티어
- 딜랜 테일러
- 제니퍼 틸리
- 켄트 월코스키

## 기타
- Line PD: 론다 베이커
- 미술: 자스나 스테파노빅
- 의상: 마리오 다비뇽
- 의상: 델핀 화이트
- 배역: 데아드르 보웬